# Roland Jeannerod
Roland Jeannerod (* 21. November 1945) ist ein ehemaliger französischer Skilangläufer.
Jeannerod belegte bei den Nordischen Skiweltmeisterschaften 1970 in Štrbské Pleso den 42. Platz über 50 km, den 32. Rang über 15 km und den 14. Platz mit der Staffel. Bei seiner ersten Teilnahme an Olympischen Winterspielen im Februar 1972 in Sapporo kam er auf den 31. Platz über 15 km und zusammen mit Jean-Paul Vandel, Gilbert Faure und Jean Jobez auf den 11. Platz in der Staffel. Bei den Nordischen Skiweltmeisterschaften 1974 in Falun lief er auf den 44. Platz über 15 km sowie auf den zehnten Rang mit der Staffel und bei den Olympischen Winterspielen 1976 in Innsbruck auf den 61. Platz über 15 km. In seiner letzten Saison 1977/78 wurde er bei einem internationalen Wettbewerb in Le Brassus Dritter mit der Staffel und errang bei den Nordischen Skiweltmeisterschaften 1978 in Lahti den 46. Platz über 30 km.